# Равлик
Равлик — молюск класу черевоногих із зовнішньою черепашкою.

## Будова

Будова равлика

Тіло равлика складається з голови, тулуба і ноги. Верхня частина тулуба закручена у вигляді спіралі і вкрита черепашкою. Закручена вона зазвичай вправо, але існує аномалія, при якій черепашка закручена вліво (у деяких видів лівостороння закрученість є нормою). На голові є щупальці, ротовий отвір, очі. Нога м'язиста, равлик переміщується з участю слизу, що виділяється на підошві.

## Равликові ферми
Равликів деяких видів вживають у їжу. Із світового обороту торгівлі равликами тільки 15-20 % вирощуються на спеціальних фермах, більша частина збирається в природних умовах. В більшості країн світу і в Європі збір равликів в дикій природі заборонений, оскільки це завдає шкоди екосистемі та має екологічні наслідки. Равликів вирощують для харчування та для використання у косметології.
Ринок равликівництва в Україні лише набирає обертів і є перспективною галуззю економіки, у сільській місцевості створюються і розвиваються сімейні ферми з вирощування равликів.
За десять місяців 2016 року Україна експортувала 347 тонн равликів.

## Равлик як символ
В Африці та Центральній Америці равлик символізує родючість (через закручену черепашку, що нагадує про природні цикли) і асоціюється з Місяцем (за ріжки, які він може витягувати та ховати). В ацтеків равлик був символом відродження та воскресіння. Для моче масова поява равликів у вологий сезон вказувала на час початку жертвопринесень. Бог мая Пауахтун уявлявся в подобі равлика чи з'являвся в міфах з його черепашки.
Ранні християни порівнювали черепашку равлика з могилою Ісуса Христа чи куполом церкви. У християнській культурі середньовіччя равлик також міг символізувати Ісуса Христа за свою здатність переживати зиму в землі та «воскресати» навесні. Додатково — Діву Марію через уявлення, що равлики запліднюються від повітря. Разом з тим равлик — це і символ лінощів через його повільний рух.

## Галерея

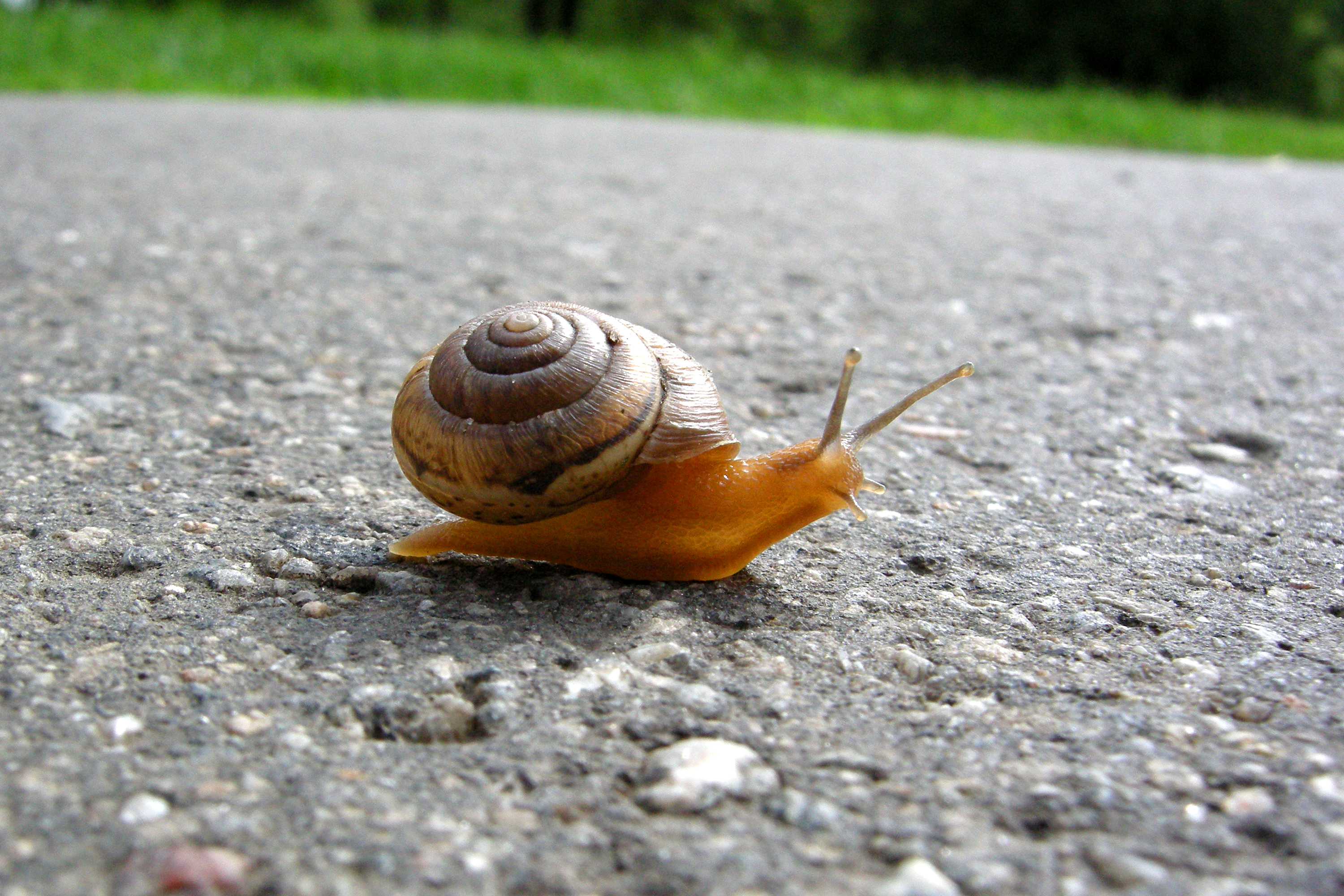
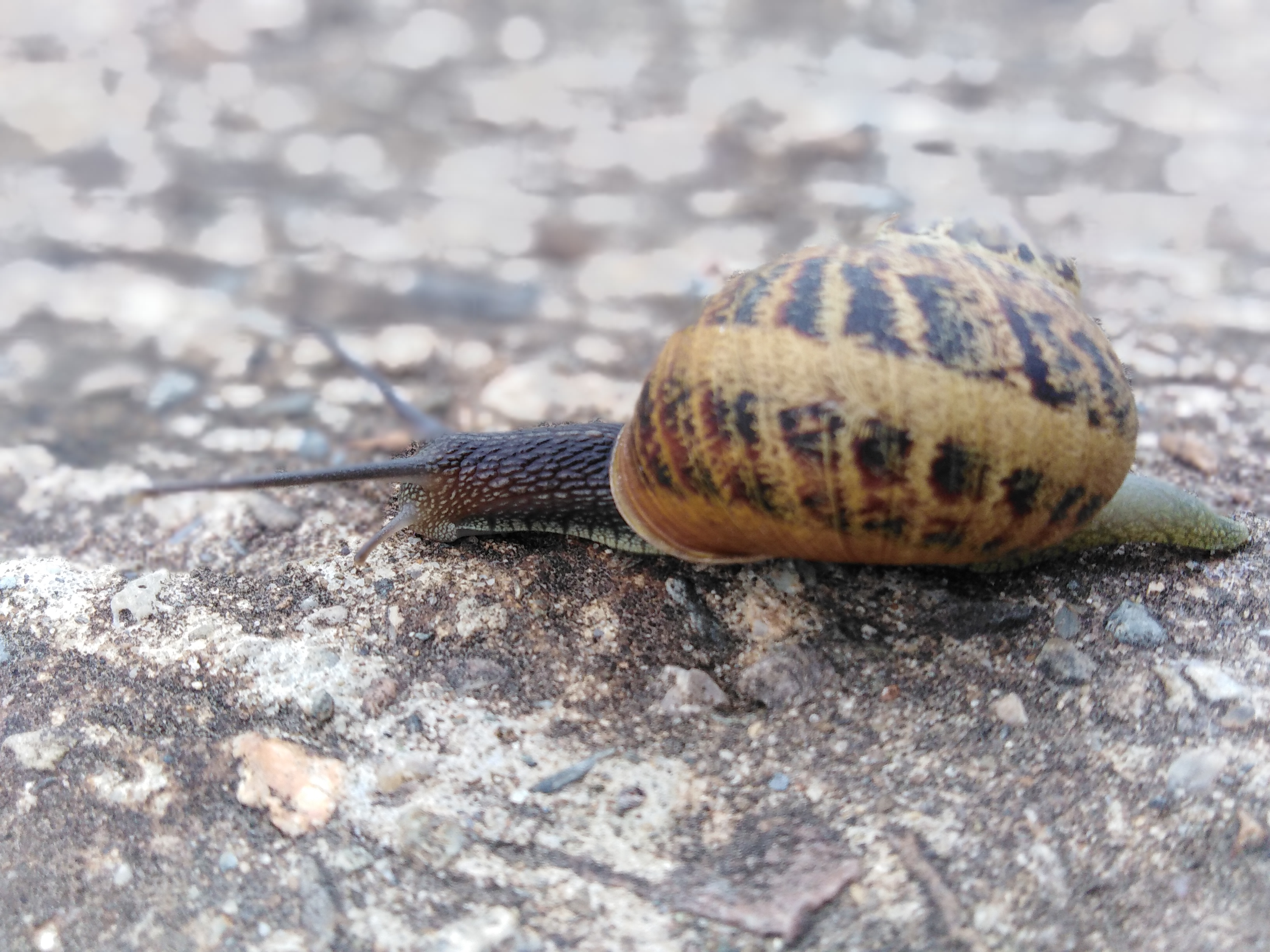